# Église Saint-Jacques-le-Majeur de Bergerac
L'église Saint-Jacques est une église catholique XVIe siècle de la ville de Bergerac en Dordogne. Elle est dédiée à saint Jacques car elle se trouve sur le chemin de Saint-Jacques de Compostelle. Elle se trouve dans le cœur historique de la ville. Elle fait partie de la nouvelle paroisse Saint-Jacques-en-Bergeracois qui regroupe toutes les anciennes paroisses de la ville et des villages environnants, et elle dépend du diocèse de Périgueux .

## Histoire
Une première chapelle Saint-Jacques est mentionnée en 1088 dans une bulle du pape Urbain II, fondée par les moines de l'abbaye de Saint-Florent près de Saumur qui s'étaient installés à Bergerac dans ce qui deviendra le prieuré Saint-Martin. En 1345, elle est détruite par les Anglais, après la bataille de Bergerac. Une nouvelle église est terminée en 1377 : le 2 septembre 1377 les consuls et jurats de la ville y prêtent serment de fidélité au duc d'Anjou, frère du roi de France, Charles V le Sage, le connétable Bertrand Duguesclin étant présent.
L'église est agrandie au début du XVIe siècle avec un nouveau clocher et un nouveau chœur ; mais les troubles de religion éprouvent la ville qui passe au protestantisme. Comme toutes les autres églises de la ville, elle est saccagée et en partie détruite en 1553, seul le clocher-tour au-dessus du chœur, avec un œil-de-bœuf, résiste aux démolisseurs qui se servent des pierres pour construire des remparts. Une fois la paix revenue de manière précaire à la fin du siècle, les religieux reviennent et le prieur rachète les ruines qu'il fait relever en 1620, en attendant la visite de Louis XIII en 1621 venu nommer les nouveaux consuls de la ville, cette fois-ci tous catholiques. Les remparts sont démolis.
L'église Saint-Jacques prend son aspect actuel en 1685 grâce aux dons de Louis XIV, du prieur de Saint-Martin, messire Jean Duffau, et des consuls de la ville, avec selon un plan carré trois nefs (le vaisseau central et deux collatéraux), sa toiture d'ardoises pour le clocher et de tuiles plates pour le reste, et son clocheton. Les façades et portails datent de la fin du XVIIe siècle et du début du XVIIIe siècle. En 1672, la communauté des vingt-quatre prêtres de Saint-Martin fut rattachée avec l'église Saint-Jacques à la Mission et au séminaire de Périgueux. Sous la Révolution, l'église est fermée et le culte interdit. Les décors et voûtes datent de 1870. Au début des années 1970, son décor intérieur est vidé d'une partie de son contenu afin de se conformer à l'interprétation nouvelle du concile Vatican II.
L'église est inscrite aux monuments historiques le 28 décembre 1974. Elle abrite un orgue Cavaillé-Coll de 1877 classé à titre objet des monuments historiques en 1993 et restauré en 2014. La messe dominicale y est célébrée le dimanche soir à 18 heures 30.

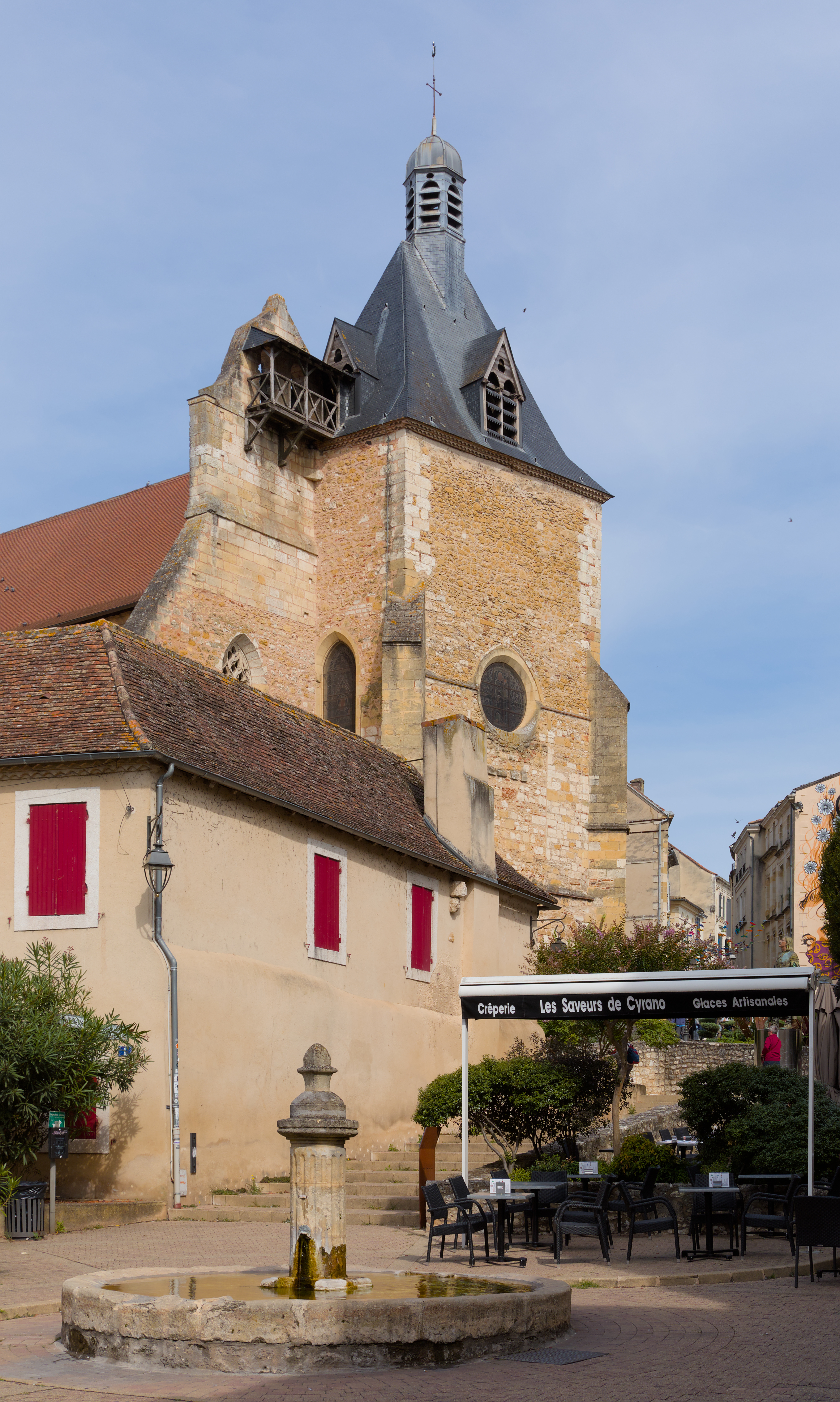
Vue depuis le bas de la place Pélissière.
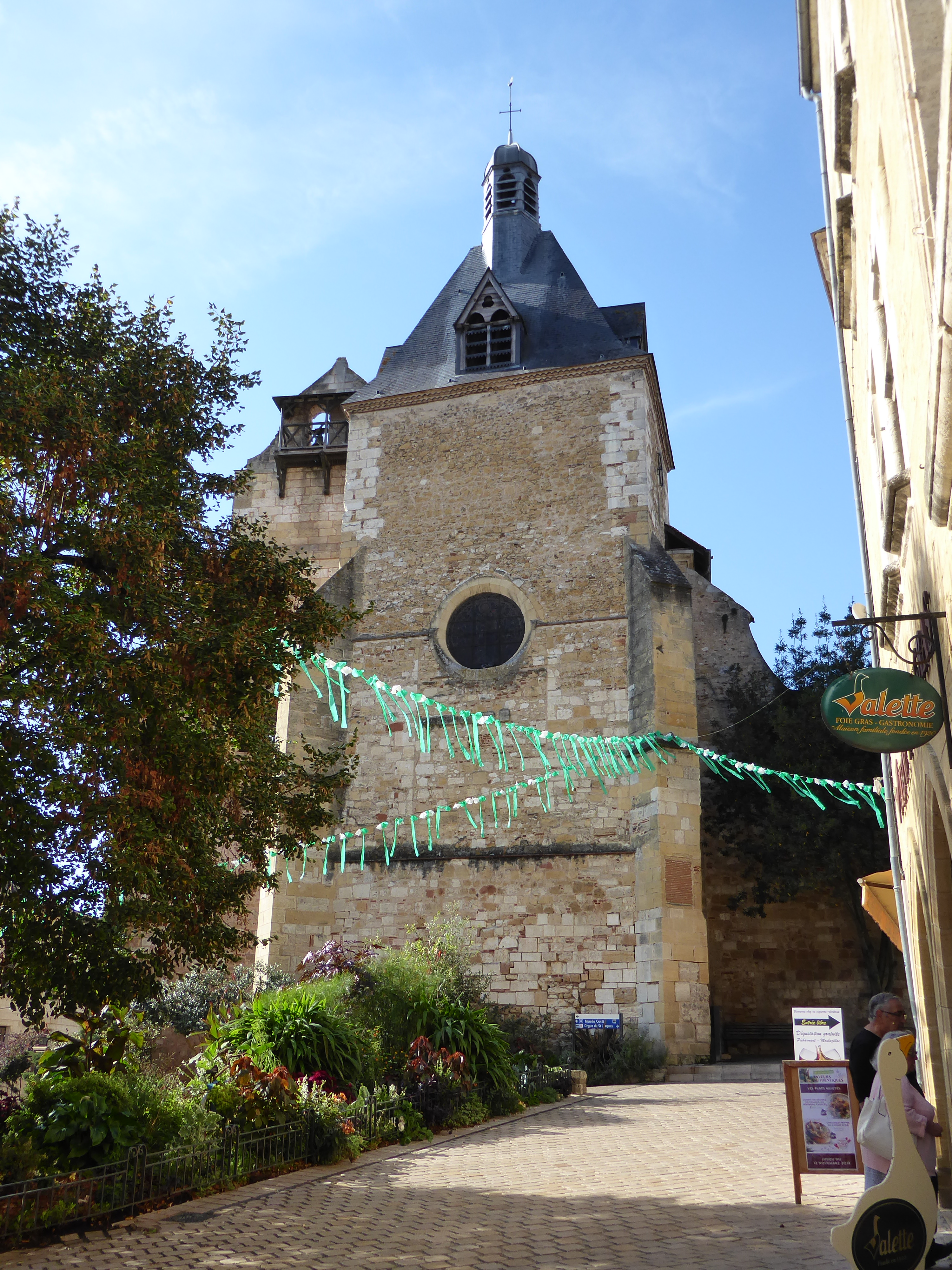
Œil-de-bœuf du clocher-tour.
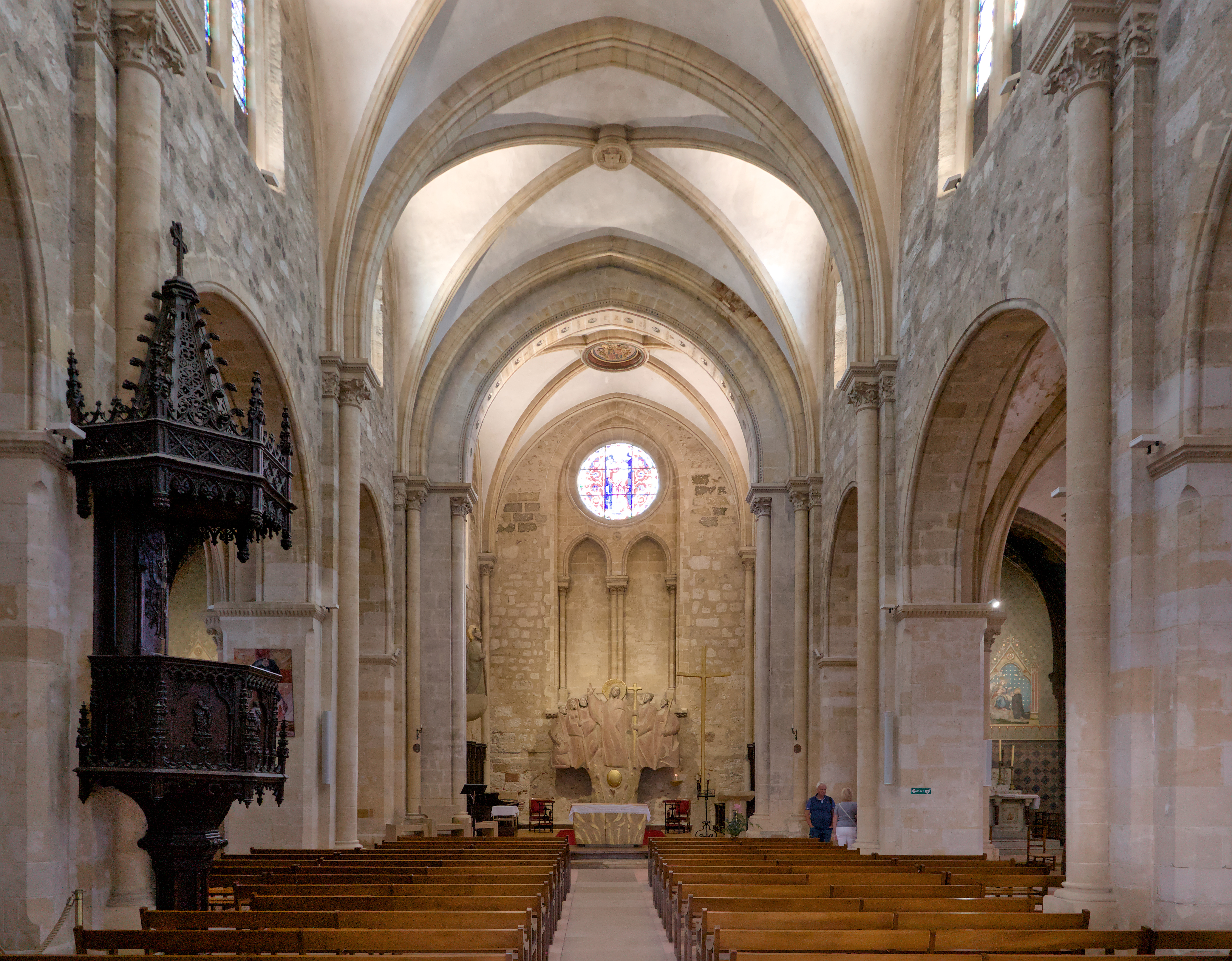
Intérieur de l'église.